# Abubaker Ben Brahim
Abubaker Ben Brahim (ar. أبو بكر بن إبراهيم) – libijski piłkarz grający na pozycji pomocnika. W swojej karierze grał w reprezentacji Libii.

## Kariera klubowa
W swojej karierze piłkarskiej Ben Brahim grał w klubie Al-Ahly Trypolis.

## Kariera reprezentacyjna
W 1982 roku Ben Brahim został powołany do reprezentacji Libii na Puchar Narodów Afryki 1982. Na tym turnieju był rezerwowym i nie rozegrał żadnego meczu. Z Libią wywalczył wicemistrzostwo Afryki.